# Magdalena Dobromila Rettigová
Magdalena Dobromila Rettigová, dívčím jménem Artmannová (31. ledna 1785 Všeradice – 5. srpna 1845 Litomyšl), byla česká buditelka a spisovatelka, autorka kuchařek, básní, divadelních her a krátkých próz. Dodnes je známa především jako autorka knihy Domácí kuchařka.

## Život

### Dětství
Otec Franz Artmann byl Němec, purkrabí na panství Všeradice u Hořovic, matka Josefa Kubíková byla české národnosti.  Magdalena žila od pěti let s rodiči ve Statenicích, kde její otec nastoupil do služby u hraběte Šporka. Její dětství nebylo příliš šťastné, poznamenalo je především úmrtí otce v roce 1793 a smrt sourozenců, kteří zemřeli krátce po svém narození. Matka s malou Magdalenou nejprve bydlela v pronajatém bytě v Praze, ale onemocněla revmatismem a později se odstěhovala do Plzně. Magdalena odmala projevovala vysokou inteligenci a zájem o učení. Rodinný přítel Eugenikus Frank, vychovatel v rodině hraběte Kounice, vedl Magdalenu k četbě a katolické víře, psal pro ni modlitební knížky. Matka ji sama také vyučovala v jejich rodném jazyce, tedy v němčině, teprve v 10 letech ji v Plzni poslala do školy. Po třech letech se s matkou vrátila do Prahy. Zde se musela již starat o domácnost a pomáhat matce vydělávat na živobytí. Sloužila u bohaté tety, prodělala vážnou nemoc a uvažovala o tom, že se stane jeptiškou.

### Sňatek
Do svých 18 let Magdalena žila v německojazyčném prostředí a neuměla česky. Díky seznámení se a následnému manželství s českým buditelem a spisovatelem Janem Aloisem Sudipravem Rettigem se z ní po sňatku z ledna roku 1808 stala vlastenecky orientovaná buditelka. J. A. S. Rettig zastával jako právník funkci radního v několika městech. První čtyři roky Rettigovi bydleli v Táboře, později  zejména ve východních Čechách –  v Přelouči, Ústí nad Orlicí, Rychnově nad Kněžnou a posledních 11 let v Litomyšli.
Rettig, který poznal schopnosti své ženy, ji neomezoval, ale naopak její první české verše cizeloval, přivedl jí na pomoc zkušené rádce a příležitostně je uveřejňoval se svými básněmi. Byl moderním mužem uznalým k ženské osobnosti a jejím vlohám. Měl porozumění pro svou pracovitou a aktivní manželku jako málokterý muž té doby.
Rettigová porodila celkem šest dětí, z toho tři zemřely krátce po narození. Zůstali dva synové, Karel Jan (*1815) a Josef Ondřej (*1821) a dcera Jindřiška Josefa (*1813). V roce 1823 pak potratila v důsledku nehody při cestě kočárem. V dospělosti Karel odešel do ciziny a s rodinou přerušil styky, dcera se stala známou operní pěvkyní a nejmladší Josef vstoupil do piaristického kláštera a věnoval se pedagogické činnosti.

### Činnost
Rettigová se po osobní smutné zkušenosti rozhodla věnovat zejména výchově a výuce dívek. Ve svých kurzech je učila hospodaření, vaření, domácím pracím a české literatuře. Půjčovala dívkám české knihy a předčítala jim z nich. Angažovala se ale i jinak, vedla svůj společenský salon, který nazývala kafíčková společnost. Kromě toho se angažovala v obecně prospěšné činnosti: v Ústí nad Orlicí měla na starosti českou knihovnu, v Litomyšli prosadila vyčištění studánky a stavbu altánu. Pořádala literární posezení, na nichž se recitovaly české básně. Stála u všech významných kulturních akcí svého okolí a referovala o nich jako dopisovatelka časopisu Květy. Osobně se stýkala s vlastenci, s Františkem Palackým, s Josefem Jungmannem, Pavlem Josefem Šafaříkem a dalšími. S mnoha vlastenci vedla korespondenci. Výhradním vydavatelem jejích děl a jejím přítelem byl Jan Hostivít Pospíšil, královéhradecký knihtiskař a nakladatel.

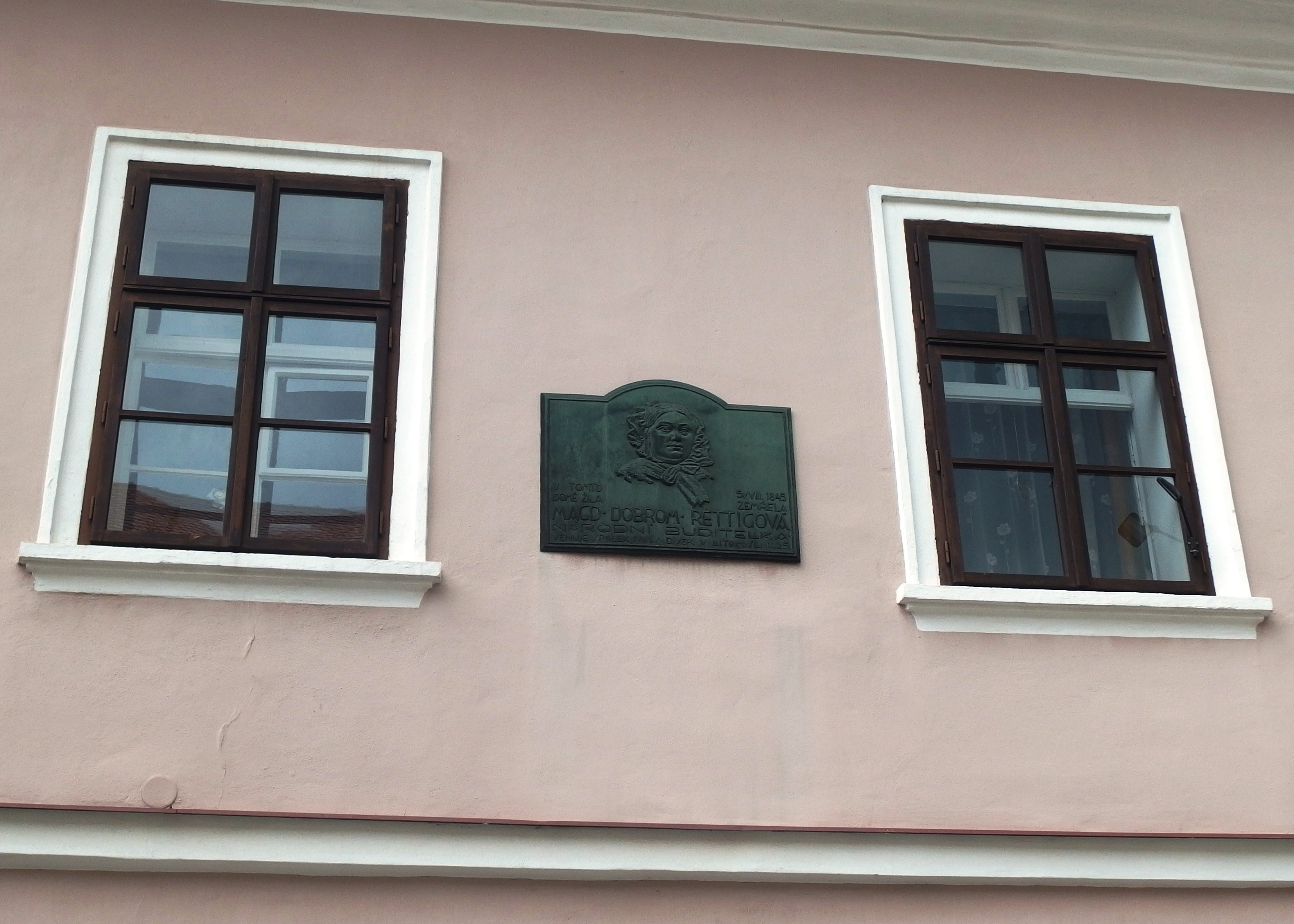
Pamětní deska M.D.Rettigové v Litomyšli

### Závěr života
Od roku 1834 žili manželé Rettigovi s nejmladším synem v Litomyšli a zapojili se do vlasteneckého a společenského života. Rettigová pokračovala v kursech pro dívky, spolupracovala s místními ochotníky a obnovila svou literární činnost. V roce 1844 zemřel Jan Sudiprav Rettig a o deset měsíců později i Magdalena Dobromila Rettigová ve věku šedesáti let. Příčinou úmrtí byla vodnatelnost a selhání jater. Oba jsou pohřbeni na místním hřbitově v Litomyšli. V roce 1885 jí ke stému výročí narození byl postaven kamenný pomník uprostřed hřbitova. V roce 1925 byla na domě v Litomyšli odhalena pamětní deska.

## Dílo
První literární pokusy M. D. Rettigové byly v němčině, podobně jako u jejích vrstevníků. Jako spisovatelka byla velmi plodná, napsala několik desítek drobnějších i rozsáhlejších děl. Pod vlivem svého muže a přátel se odhodlala psát a publikovat česky. Nejprve uveřejňovala drobné prozaické i veršované práce v časopisech Dobroslav, Čechoslav, Poutník slovanský, v almanachu Milozor a almanachu Milina. První báseň s názvem Jablíčka byla pod jejím jménem publikována v roce 1820 ve sborníku Dobroslav a získala si velkou popularitu, podle Rettigové však byla dílem jejího manžela. Postupně vydala několik knih povídek pro mládež, které byly určeny především dospívajícím dívkám, byla výbornou vypravěčkou a může být pokládána za zakladatelku české červené knihovny. 
Později se věnovala výhradně literatuře prakticky zaměřené. Její tvorba nikdy nedosahovala vysokých uměleckých kvalit. Největší význam má Rettigová šířením národního vědomí a osvěty v ženském měšťanském prostředí, a především díky své Domácí kuchařce, kterou nejenže rozšířila znalectví české kuchyně a sbírku kuchařských receptů, ale přispěla i k rozšíření českého jazyka v měšťanském a lidovém prostředí. Jejím výhradním nakladatelem byl knihtiskař Jan Hostivít Pospíšil z Hradce Králové.
Z díla Rettigové je dodnes nejznámější Domácí kuchařka vydaná poprvé roku 1826 a dále v mnoha vydáních více než sto let. Za jejího života vyšla čtyři vydání v češtině (1826, 1831, 1837, 1844) a čtyři v němčině (1827, 1833, 1838, 1842). Kniha byla postupně doplňována a rozšiřována, z původních 133 stran až na dvojnásobek.

### Knihy
- Mařenčin košíček (1821) – příběhy s ponaučením pro dívky
- Věneček pro dcery vlastenské (1824) – obsahuje recepty na sladká jídla, dorty a pečivo, které se hodí pro různé příležitosti, včetně vlasteneckých slavností.
- Domácí kuchařka aneb Pojednání o masitých a postních pokrmech pro dcerky české a moravské (1826) – beletristicky psaná, základní myšlenkou je nejen rozmanitost, vzhled a chuť jídla, ale také činorodý přístup ženy k domácím pracím[17][18][19][20][21][22]
- Křesťanka vzývající Boha aneb kniha modlitební (1827) – modlitbičky, výklad náboženských otázek
- Chudobičky (1829) – milostné povídky a dramatické hříčky pro učenou společnost
- Narcisky (1834) – povídky a krátké úvahy, ve kterých se čtenáři dostává mravního poučení
- Kvítí májové dcerkám českým a moravským (1834) – čtyři krátká marovoučná povídání
- Mladá hospodyňka v domácnosti, jak sobě počínati má, aby své i manželovy spokojenosti došla (1840)[23]
- Kafíčko (1845) – jak připravit kávu a zákusky včetně rad společenské konverzace[24]
- Bílá růže (1827) – žertovné dvouaktové drama[25]
- Přjběhowé pro Dcerky České a Morawské (1828)[26]
- Sbírka rozličných myšlenek – upistografie – veršovaná blahopřání, naivní poezie, připomínající lidovou tvořivost
- Velká kuchařka (1912) – podrobné navedení k upravování všech druhů pokrmů a nápojů[27]

## Posmrtné připomínky

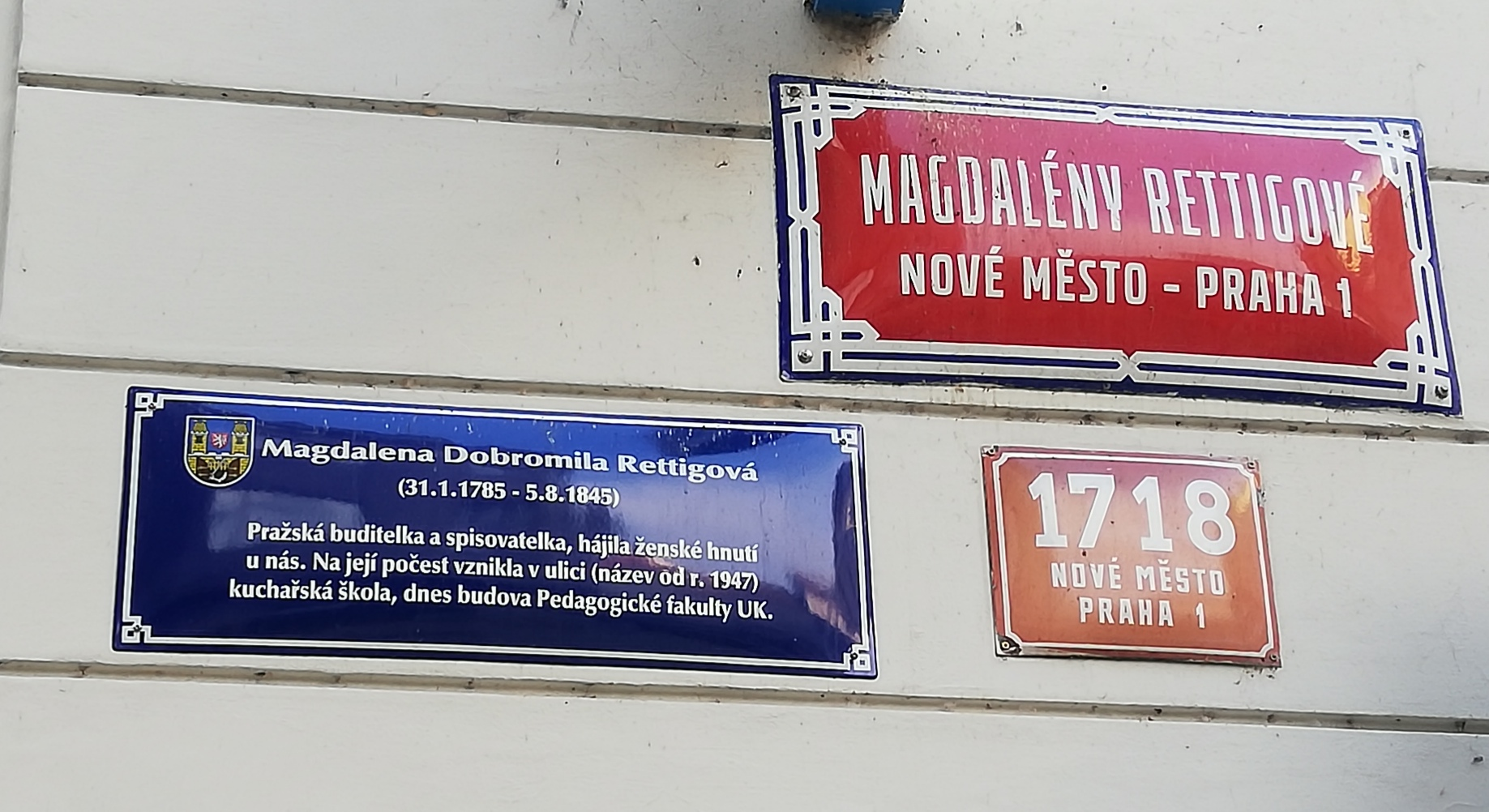
Ulice v Praze pojmenovaná podle Magdaleny Dobromily Rettigové

- Alois Jirásek: Magdalena Dobromila Rettigová, veselohra o třech jednáních; dnes málo známá, ve své době oblíbená životopisná divadelní hra, kromě jiného se zmiňuje uvedená kuchařská kniha.
- Vendula Borůvková: Magdalena Dobromila, rozhlasová hra natočená v roce 2016.[28]
- Pamětní síň M. D. Rettigové je v muzeu v Litomyšli
- Portrétní busta M. D. Rettigové (kolem 1860) je vystavena rovněž v muzeu v Litomyšli
- Jednotlivé památky vlastní muzeum v Ústí nad Orlicí
- Portrétní kresba (akvarel) a vyšívaný gratulační lístek jsou ve sbírce Národního muzea v Praze
- Literární pozůstalost spravuje Památník národního písemnictví v Praze
- Od června 2010 funguje na zámku v autorčiných rodných Všeradicích Galerie a muzeum Magdaleny Dobromily Rettigové[29]
- V Praze se nedaleko Národní třídy nachází ulice nesoucí jméno Magdaleny Rettigové. Sídlí zde Pedagogická fakulta Univerzity Karlovy.